# Crkvena (rijeka)
Crkvena je rijeka koja se ulijeva u Vrbas u Banjaluci kod tvrđave Kastel. Izvire ispod vrha Klupe (433 m n/v), odakle teče u pravcu jugoistoka do Vrbasa. Dužina glavnog toka iznosi oko 11,5 km, a površina porječja je 86 km² .

## Vanjske poveznice
|  | Zajednički poslužitelj ima još gradiva o temi Crkvena (rijeka) |